# Strada statale 651 di Pescolanciano
La ex strada statale 651 di Pescolanciano (SS 651), ora strada provinciale 78 Aquilonia (SP 78), era una strada statale italiana che si snodava in Molise, precisamente nella provincia di Isernia.
Attualmente classificata come strada provinciale, la strada collega la strada statale 650 di Fondo Valle Trigno con la località di Pescolanciano, proseguendo oltre fino ad innestarsi sulla strada statale 86 Istonia nei pressi di Carovilli.

## Storia
Classificata come prolungamento della strada statale 85 Venafrana sin dal 1953, solo nel 1988 avvenne la classificazione della strada estrapolandola dall'itinerario della SS 85 e caratterizzandola coi seguenti capisaldi di itinerario: "Svincolo con la s.s. n. 650 presso Pescolanciano - Pescolanciano - innesto con la s.s. n. 86 presso Carovilli".
In seguito al decreto legislativo n. 112 del 1998, dal 2001 la gestione è passata dall'ANAS alla Regione Molise, che ha provveduto al trasferimento dell'infrastruttura al demanio della Provincia di Isernia